# 1940 год в истории железнодорожного транспорта
1940 год в истории железнодорожного транспорта

## События
- В ходе советско-финской войны за 47 дней, в исключительно тяжёлых зимних погодных условиях, построена 132-километровая железная дорога Петрозаводск — Суоярви.
- 14 июня — Народным Комиссариатом путей сообщения был подписан приказ об организации Брест-Литовского техникума железнодорожного транспорта.
- 4 августа в городе Свободный (Амурская область, РСФСР) открыта Малая Амурская детская железная дорога.
- 8 ноября в Харькове открыта Малая Южная железная дорога.
- 9 ноября в Ростове-на-Дону открыта Малая Северо-Кавказская железная дорога имени Ю. А. Гагарина.
- В СССР создан новый тип буксы инженером К. А. Проненко.[1]

## Новый подвижной состав

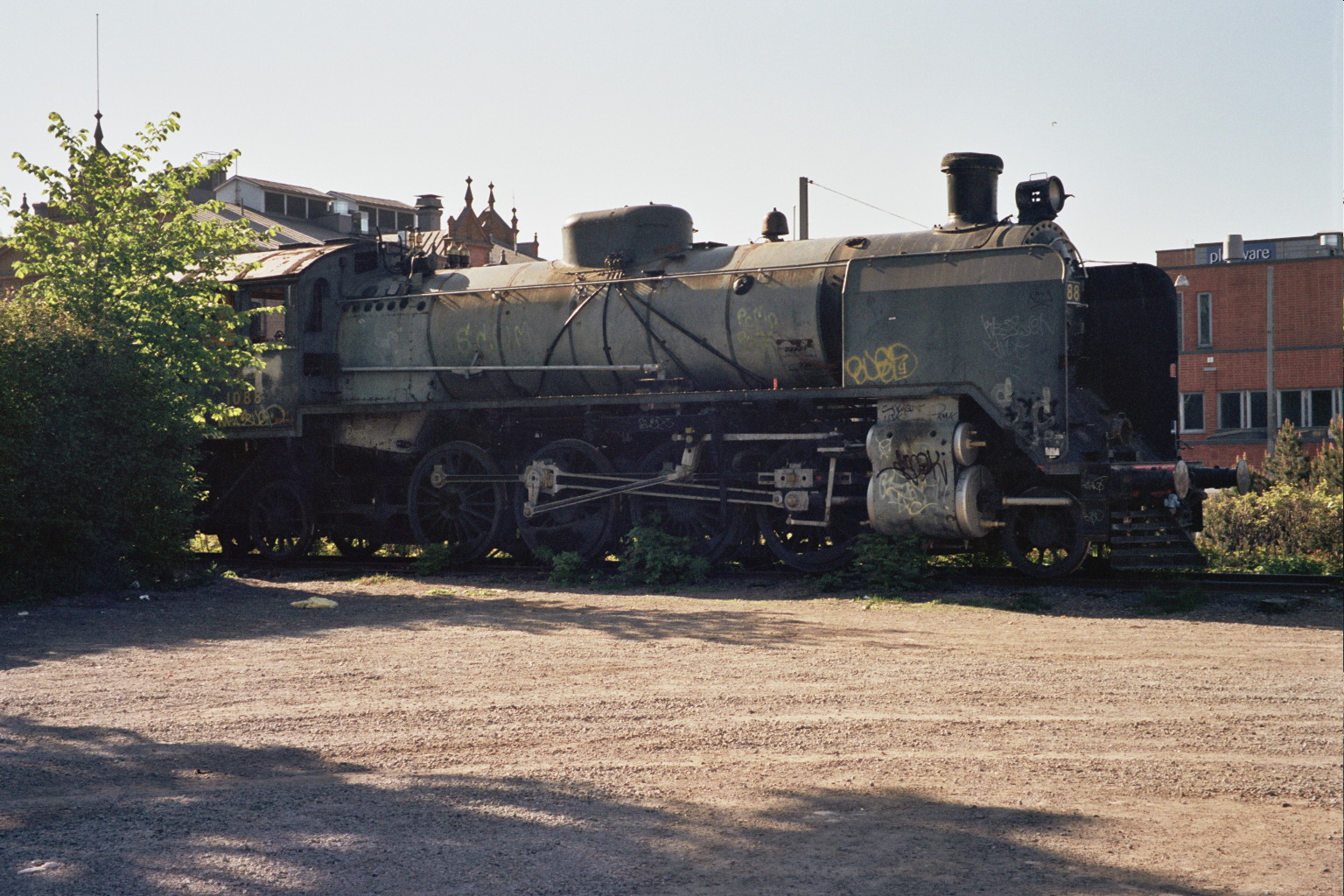
Паровоз Tr1

- На базе танк-паровоза 9П выпущен первый советский бестопочный паровоз.
- В Финляндии на заводах Tampella и Lokomo начался выпуск грузовых паровозов серии Tr1.
- В США на заводах компании Electro-Motive Diesel освоен выпуск мотовозов серии EMD 40.
- Завод Ганц (Будапешт) приступил к выпуску трёхвагонных дизель-поездов «Rosario» для железных дорог Аргентины.

## Персоны

### Родились
- 6 февраля Анато́лий Алекса́ндрович За́йцев — министр путей сообщения Российской Федерации в 1996—1997 годах. Инженер путей сообщения, электромеханик, доктор экономических наук, партийный и государственный деятель.

### Скончались
- Флорентий Пименович Казанцев, изобретатель железнодорожных автоматических тормозов.

- 7 мая Никола́й Виссарио́нович Некра́сов — российский политический деятель, инженер. В 1917 году — министр путей сообщения Временного правительства.